# Castella (Francia)
Castella è un comune francese di 345 abitanti situato nel dipartimento del Lot e Garonna nella regione della Nuova Aquitania.
Gli antichi romani presero a denominare "castella" gli appezzamenti coltivati che si affacciavano su un corso d'acqua comune, appezzamenti in origine denominati "dividicula" e solo successivamente "castella" come afferma Sesto Pompeo Festo.

## Società

### Evoluzione demografica
Abitanti censiti